# 勐腊核果木
勐腊核果木（学名：Drypetes hoaensis）为大戟科核果木属下的一个种。

## 扩展阅读
維基物種上的相關：勐腊核果木